# 伊藤一郎 (工学者)
伊藤 一郎（いとう いちろう、1915年6月15日 - 1991年5月6日）は、日本の工学者。京都大学名誉教授。京都市出身。資源工学の第一人者として活躍した。

## 略歴
- 1941年 京都帝国大学工学部採鉱冶金学科卒業
- 1942年3月 京都帝国大学工学部採鉱冶金学科助教授（採鉱学第一講座、1942年4月より鉱山学第一講座[1]）
- 1952年10月 京都大学工学部鉱山学科教授（鉱山学第一講座、1964年4月より開発工学講座）
- 1964年4月 京都大学工学部資源工学科教授（開発工学講座）
- 1979年4月 京都大学退官、福井工業大学副学長

## 叙勲歴
- 1991年 勲二等瑞宝章受章

## 主な著書
- 『バクテリアリーチング』（講談社、1976年）